# Othal
Othal ist ein Ortsteil der Stadt Allstedt im Landkreis Mansfeld-Südharz in Sachsen-Anhalt.

## Lage
Der Ortsteil Othal befindet sich nördlich der Bundesautobahn 38 und nördlich der Stadt Allstedt an der Südabdachung des Blankenheimer Forstes am Rande eines Ackerbaugebietes um Einzingen.

## Geschichte
Othal wurde am 21. Dezember 1473 erstmals urkundlich erwähnt.